# Santa Ana Jilotzingo
Santa Ana Jilotzingo är den administrativa huvudorten i kommunen Jilotzingo i den västra delen av delstaten Mexiko i Mexiko. Orten hade 910 invånare vid folkräkningen 2010.